# Vincenzo Messina (scultore)
Vincenzo Messina (XVII secolo – XVIII secolo) è stato uno scultore e stuccatore italiano.

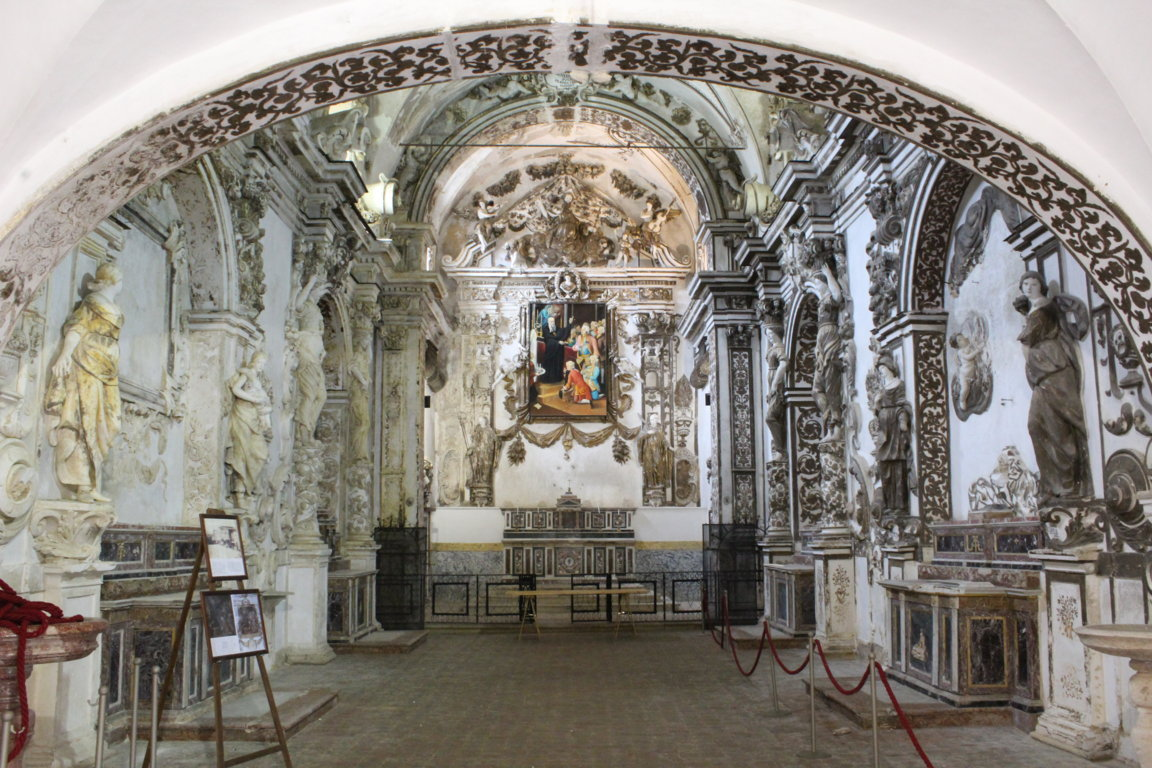
Chiesa di Santa Caterina d'Alessandria, Sambuca di Sicilia.

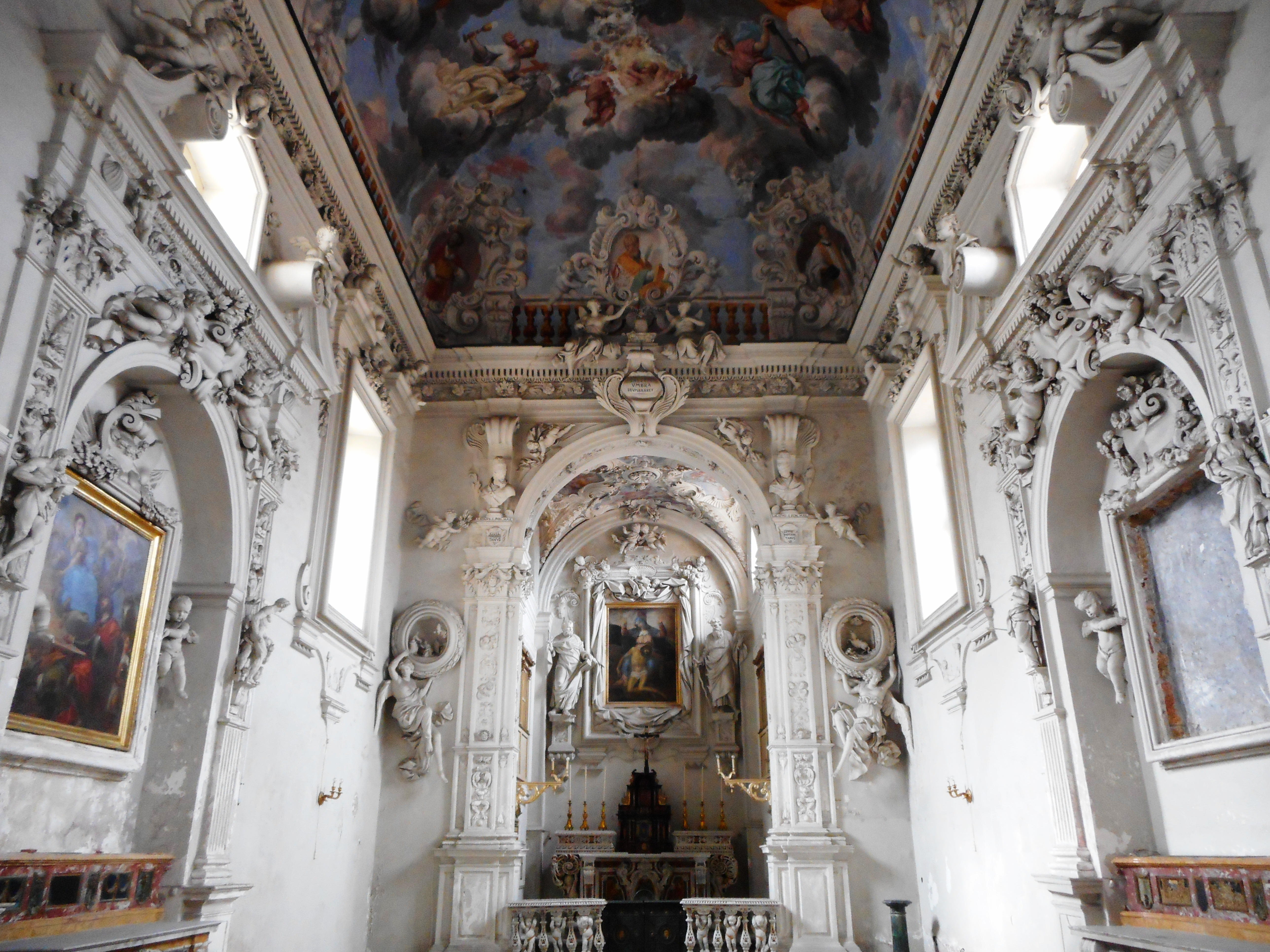
Interno, Oratorio dei Santi Apostoli Pietro e Paolo, Palermo.

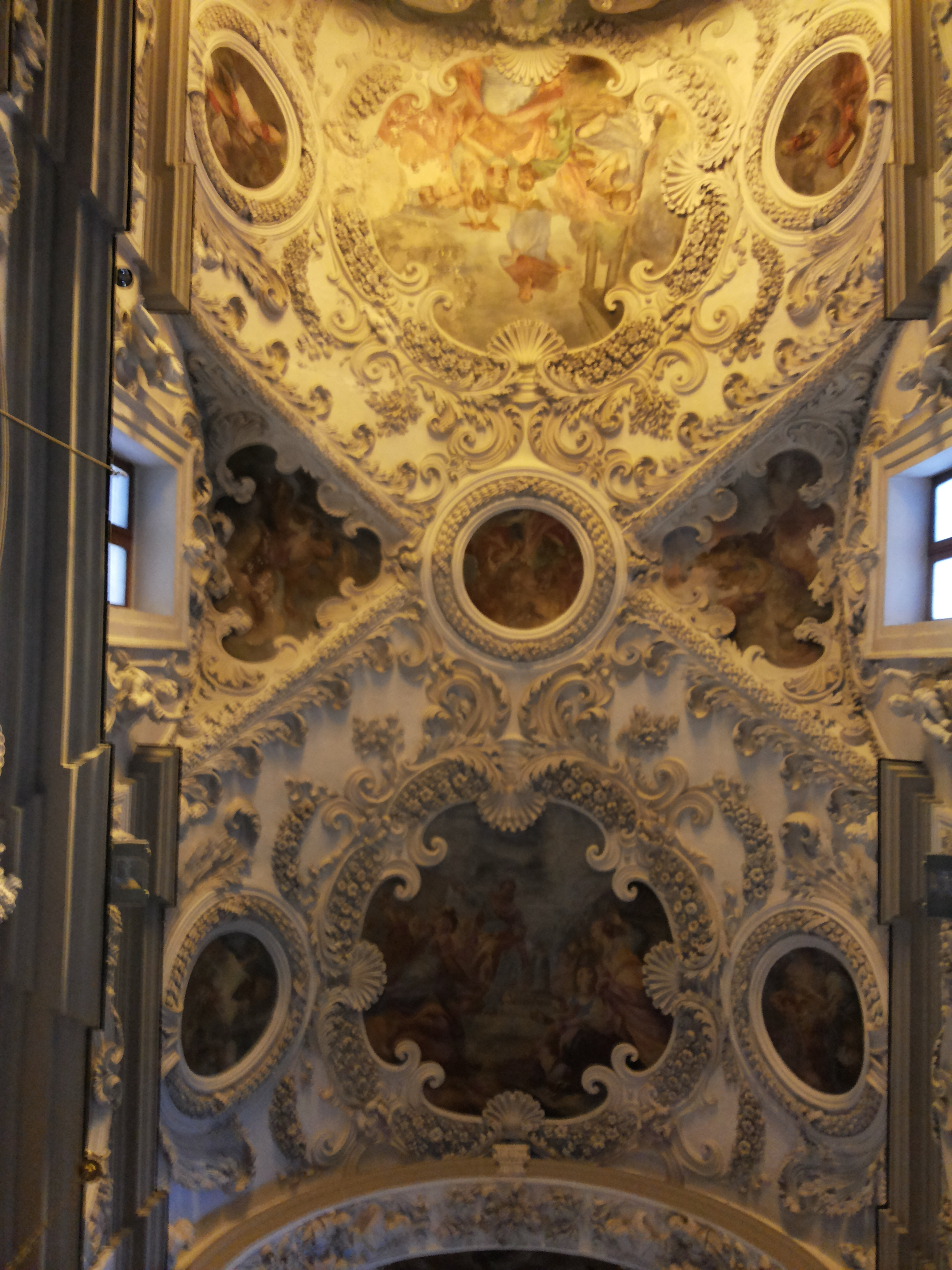
Soffitto, Chiesa dei Santi Paolo e Bartolomeo, Alcamo.

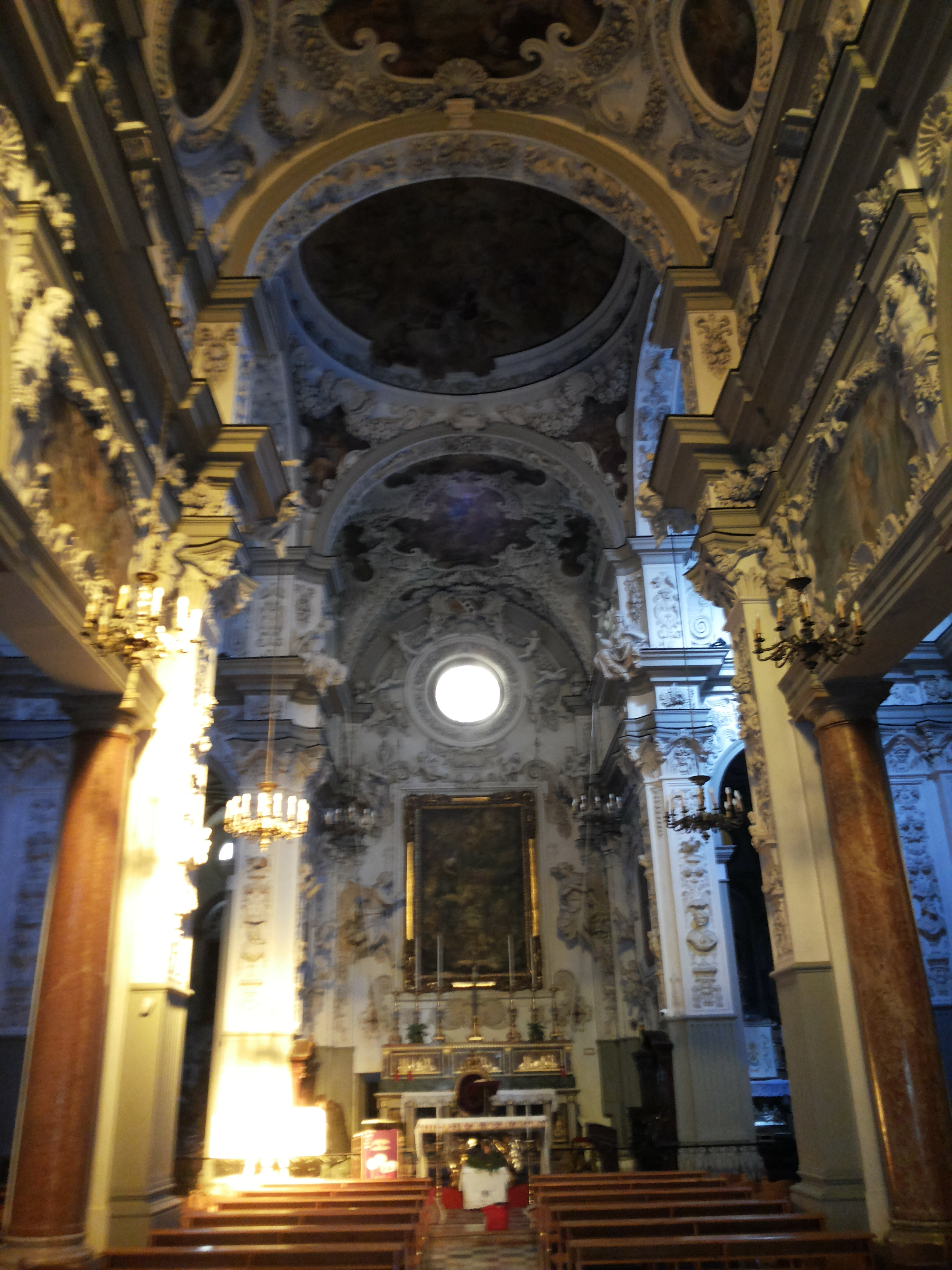
Interno, Chiesa dei Santi Paolo e Bartolomeo, Alcamo.

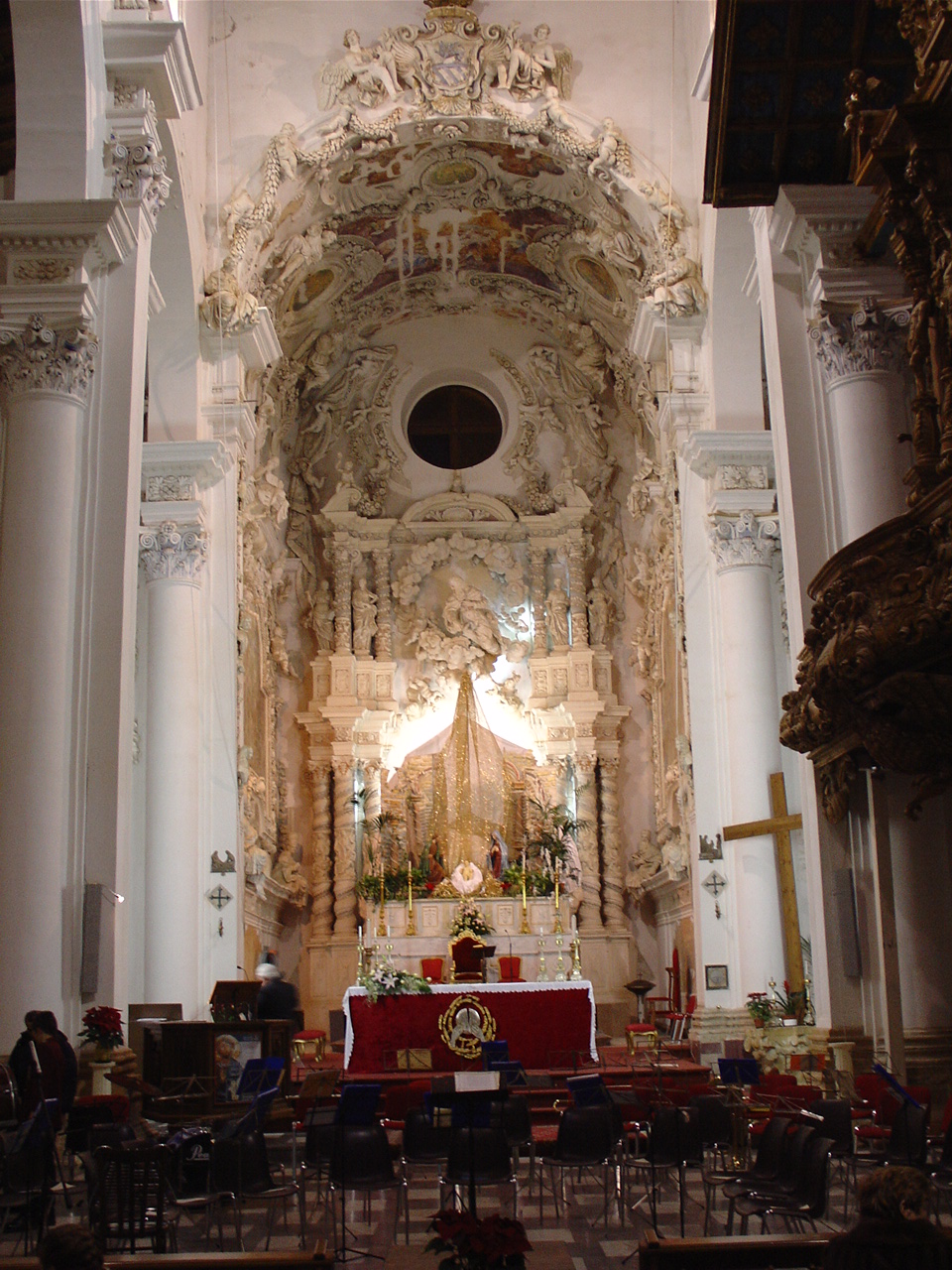
Cappellone, duomo del Santissimo Salvatore, Partanna.

Artista allievo e collaboratore di Giacomo Serpotta. Tra le prime collaborazioni quella della decorazione dell'Oratorio di Santa Cita nel 1688. Lo stile e la mano dell'artista si ravvisano nelle decorazioni della chiesa del Noviziato e della chiesa di San Castrense a Monreale.
Dà vita alla bottega omonima. Nel 1702 insieme ai figli Giacomo e Gabriele, realizza la più grande delle sue opere: la decorazione plastica della chiesa madre di Partanna.

## Opere

### Agrigento e provincia

#### Sambuca di Sicilia
- XVII secolo, Ciclo, apparato decorativo in stucco, comprendente statue a tutto tondo raffiguranti le allegorie delle quattro virtù incarnate poste ai lati dei primi due altari della navata, le statue di San Mauro Abate e San Placido Monaco, cofondatori dell'Ordine, e l'Eterno Padre che dall'alto sovrasta il presbiterio, opere realizzate nella chiesa di Santa Caterina d'Alessandria del monastero dell'Ordine benedettino.

### Palermo e provincia

#### Carini
- XVII secolo, Ciclo, apparato decorativo in stucco caratterizzato da sculture allegoriche a grandezza naturale: Fede, Carità, Fortezza e Penitenza a sinistra; Speranza, Giustizia, Grazia divina e Chiesa cattolica a destra. Figure più piccole poggiano su mensole poste al di sotto delle finestre, raffiguranti scene inerenti al Mistero dell'eucaristia. L'insieme è ulteriormente arricchito da motivi decorativi tipicamente serpottiani: putti, ghirlande di fiori e frutta, stemmi araldici e grottesche. Opere realizzate nell'Oratorio del Santissimo Sacramento.

#### Chiusa Sclafani
- XVII secolo, Ciclo, apparato decorativo in stucco della volta e del cappellone contornato da quattro colonne laterali con le statue di San Giovanni Battista e del Profeta Elia. La nicchia dell'altare è sovrastata dal gruppo allegorico Trionfo della Fede rappresentato da un'aquila cavalcata da un putto che da fiato ad una tromba. Il gruppo centrale della volta rappresenta il Giudizio Universale, raffigurato da un'aquila cavalcata da un angelo. Opere realizzate nella chiesa di San Sebastiano.

#### Palermo
- 1697, Ciclo, apparato decorativo in stucco, opere realizzate in collaborazione di Giacomo Serpotta per l'Oratorio dei Santi Apostoli Pietro e Paolo detto Oratorio dei Sacerdoti come chiesa annessa all'ospedale dei sacerdoti.

### Trapani e provincia

#### Alcamo
- 1704, Ciclo, apparato decorativo in stucco realizzato in collaborazione del figlio Gabriele nella chiesa dei Santi Paolo e Bartolomeo.[1]

#### Castelvetrano
- 1702c., Ciclo, apparato decorativo in stucco - comprendente l'arco trionfale - realizzato nel duomo di Maria Santissima Assunta.[2]

#### Partanna
- 1702, Ciclo, apparato decorativo in stucco realizzato in collaborazione dei figli Gabriele e Giacomo e Gabriele, commissione per la decorazione dell'interno del duomo del Santissimo Salvatore con maestosi stucchi. Questo fu il suo più grande capolavoro, decora il presbiterio, la Cappelle di San Vito e la Cappella del Santissimo Sacramento.[1]

## Bottega

### Giacomo Messina
Figlio di Vincenzo.
- 1702, Ciclo, apparato decorativo in stucco, opera realizzata in collaborazione del padre Vincenzo e del fratello Gabriele nel duomo del Santissimo Salvatore di Partanna.[1]

### Gabriele Messina
Figlio di Vincenzo.
- 1702, Ciclo, apparato decorativo in stucco, opera realizzata in collaborazione del padre Vincenzo e del fratello Giacomo nel duomo del Santissimo Salvatore di Partanna.[1]
- XVIII secolo, Ciclo, apparato decorativo in stucco comprendente le espressive statue di Maria, San Giovanni Evangelista e Maria di Magdala, opera realizzata nella chiesa di San Francesco D'Assisi di Marsala.
- XVIII secolo, Ciclo, apparato decorativo in stucco, opera realizzata nella chiesa dei Santi Paolo e Bartolomeo di Alcamo.[1]
- 1756 - 1757, Ciclo, apparato decorativo in stucco, opera realizzata nella chiesa di Sant'Oliva di Alcamo.

### Antonio Messina
Castronovo di Sicilia, gran parte delle chiese cittadine vantano apparati decorativi realizzati dall'artista:
- XVIII secolo, Ciclo, apparato decorativo in stucco, opera realizzata nel duomo della Santissima Trinità.
- 1770, Ciclo, apparato decorativo in stucco, opera realizzata nella chiesa del Rosario.
- XVIII secolo, Ciclo, apparato decorativo in stucco, opera realizzata nella chiesa di Santa Rosalia.